# Liste der Biografien/Zaz
Liste der Biografien |
Portal Biografien |
Personensuche
# |
A |
B |
C |
D |
E |
F |
G |
H |
I |
J |
K |
L |
M |
N |
O |
P |
Q |
R |
S |
T |
U |
V |
W |
X |
Y |
Z |
?
 
Za |
Zb |
Zc |
Zd |
Ze |
Zf |
Zg |
Zh |
Zi |
Zj |
Zk |
Zl |
Zm |
Zn |
Zo |
Zr |
Zs |
Zu |
Zv |
Zw |
Zy |
Zz
 
Zaa |
Zab |
Zac |
Zad |
Zae |
Zaf |
Zag |
Zah |
Zai |
Zaj |
Zak |
Zal |
Zam |
Zan |
Zao |
Zap |
Zaq |
Zar |
Zas |
Zat |
Zau |
Zav |
Zaw |
Zax |
Zay |
Zaz
Die Liste der Biografien führt alle Personen auf, die in der deutschsprachigen Wikipedia einen Artikel haben. Dieses ist eine Teilliste mit 31 Einträgen von Personen, deren Namen mit den Buchstaben „Zaz“ beginnt.

## Zaz
- Zaz (* 1980), französische Nouvelle-Chanson-SängerinZaz (* 1980)

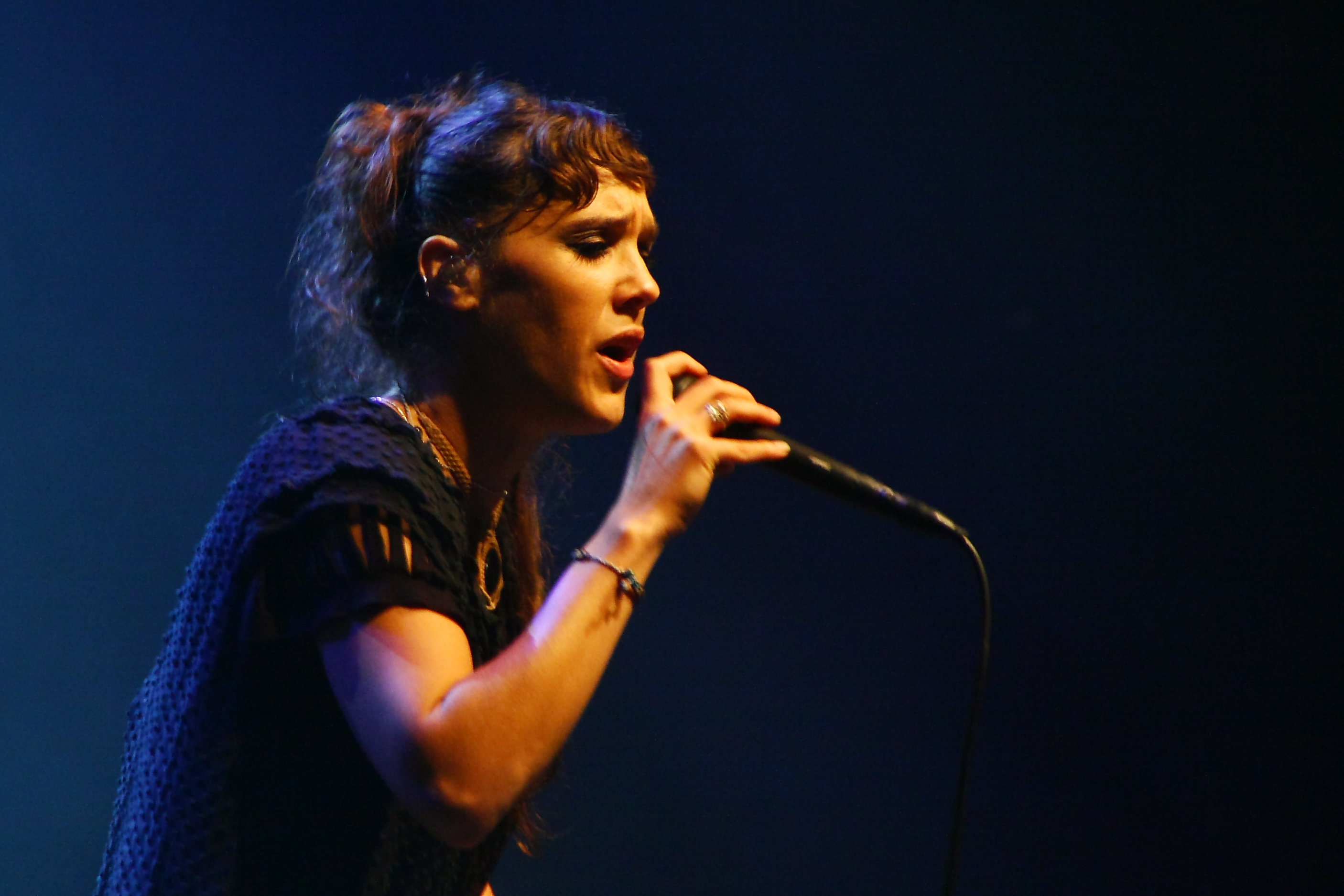
Zaz (* 1980)

### Zaza
- ZaZa (* 1951), deutscher Popsänger
- Zaza, Hend (* 2009), syrische Tischtennisspielerin
- Zaza, Karim (* 1975), marokkanisch-dänischer Fußballtorwart
- Zaza, Michele (* 1948), italienischer Fotograf
- Zaza, Neil, US-amerikanischer Melodic-Gitarrist
- Zaza, Simone (* 1991), italienischer Fußballspieler
- Zaza, Wellington (* 1995), liberianischer Hürdenläufer
- Zazai, numidischer Bauhandwerker
- Zazai, Achmadschah (* 1986), deutscher Basketballspieler
- Zazai, Hazratullah (* 1998), afghanischer Cricketspieler
- Zazai, Mustafa (* 1993), deutsch-afghanischer Fußballspieler
- Zazalaschwili, Keti (* 1992), georgische Schachspielerin

### Zaze
- Zazeela, Marian (1940–2024), US-amerikanische Malerin, Licht-, Performance- und Installationskünstlerin, Designerin und Musikerin
- Zazenhausen, Johannes von († 1380), Weihbischof in Trier und Titularbischof in Adramit
- Zazerskis, Ralfs (* 2004), lettischer Leichtathlet

### Zazi
- Zazie (* 1956), deutsche Fotografin und Computerkünstlerin
- Zazie (* 1964), französische Popsängerin
- Zažímalová, Eva (* 1955), tschechische Biochemikerin und Zellbiologin
- Zazini, Sokwakhana (* 2000), südafrikanischer Leichtathlet
- Zazinović, Karmelo (1914–1997), jugoslawischer Geistlicher, römisch-katholischer Bischof von Krk
- Zažitski, Georgi (* 1946), sowjetischer Fechter

### Zazo
- Zazoff, Peter (1922–2011), deutscher Klassischer Archäologe bulgarischer Herkunft
- Zazou, Hector (1948–2008), französischer Komponist und Musikproduzent

### Zazp
- Zazpe, Leandro (* 1994), uruguayischer Fußballspieler

### Zazv
- Zázvorková, Stella (1922–2005), tschechische SchauspielerinStella Zázvorková (1922–2005)

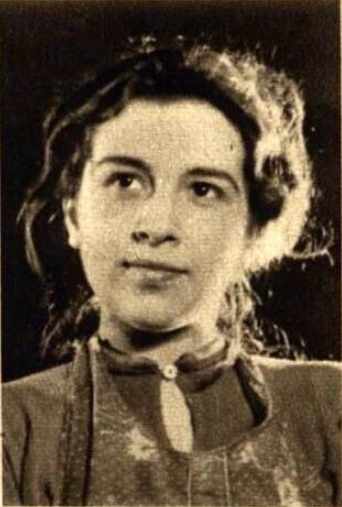
Stella Zázvorková (1922–2005)

### Zazz
- Zazzeri, Lorenzo (* 1994), italienischer Schwimmer
- Zazzi, Alexandra (* 1966), schwedische Journalistin und Köchin
- Zazzi, Pietro (* 1994), italienischer Skirennläufer
- Zazzo, Lawrence (* 1970), US-amerikanischer Opernsänger (Countertenor)
- Zazzo, René (1910–1995), französischer Psychologe